# Lisa Randall
Pour les articles homonymes, voir Randall.
Lisa Randall, née le 18 juin 1962 dans le Queens à New York, est une physicienne des particules et une cosmologiste américaine, actuellement (2014) en poste à l'université Harvard. Elle est connue notamment comme promoteur du modèle Randall–Sundrum et comme auteur de Warped Passages.
Avec Raman Sundrum elle est l'auteur d'articles ayant créé une intense activité dans le domaine de la cosmologie branaire, inspirée de la théorie des cordes, qui se fonde sur l'idée que la faiblesse relative de la force gravitationnelle par rapport aux autres interactions pourrait être due à l'existence de dimensions supplémentaires.

## Jeunesse
Lisa Randall est issue d'une famille juive du quartier de Queens, à New York. Elle est une ancienne élève du Hampshire College Summer Studies in Mathematics, et diplômée du Stuyvesant High School en 1980, où elle eut comme camarade de classe, le physicien et vulgarisateur scientifique Brian Greene. La même année, à 18 ans, elle remporte la première place au Westinghouse Science Talent Search. En 1983, elle obtient sa licence (bachelor of arts) à Harvard, et se spécialise en physique des particules, obtenant son doctorat en 1987 sous la direction de Howard Georgi.

## Travaux
Elle a travaillé au Laboratoire national Lawrence-Berkeley, à l'université de Californie à Berkeley, à l'université de Princeton, au Massachusetts Institute of Technology et à l'université Harvard.
Dans les domaines de la physique des particules et de la cosmologie, elle est considérée comme un expert. Elle travaille sur plusieurs des modèles en compétition de la théorie des cordes pour expliquer la constitution de l'Univers. Sa contribution la plus connue sur ce sujet est le modèle Randall-Sundrum, initialement publié avec Raman Sundrum en 1999 et inspiré par les travaux de Arkhani-Hamed, Dimopoulos et Dvali en 1998.
Elle est la première femme titularisée comme professeur au département de physique de l'Université de Princeton, et également la première titularisée comme physicienne théoricienne à la fois au MIT et à l'université Harvard.
En tant qu'enseignante, elle a été successivement directeur de thèse de Csaba Csáki, Eric Sather, Witold Skiba, Shu-fang Su, Emanuel Katz, Matthew Schwartz, Shiyamala Thambyahpillai, Liam Fitzpatrick.
Lisa Randall étudie la physique des particules ainsi que la cosmologie à l'université Harvard, où elle est également professeur de physique théorique. Ses recherches concernent les particules élémentaires et les forces fondamentales. Elles ont nécessité également l'étude d'une grande variété de modèles, les plus récents comprenant les dimensions supplémentaires de l'espace. Elle a aussi travaillé sur la supersymétrie, les modèles standards observables, l'inflation cosmique, la baryogénèse, la grande unification et la relativité générale. L'ouvrage de Lisa Randall Warped Passages faisait partie de la liste des 100 livres remarquables sélectionnés par The New York Times en 2005.
Lisa Randall a obtenu son doctorat à l'Université Harvard puis un poste de professeur au MIT et à Princeton avant de retourner à Harvard en 2001.
En 2011, elle publie Knocking on Heaven’s Door.

## Récompenses et distinctions
Lisa Randall est une ancienne lauréate de l'Alfred P. Sloan Foundation Research Fellowship, du Prix des Jeunes Chercheurs de la National Science Foundation, Prix des Jeunes Chercheurs Remarquables du DOE (Department of Energy, Ministère américain de l'Énergie).
Elle a reçu en 2003 le Premio (prix) Caterina Tomassoni e Felice Pietro Chisesi, de l'Université de Rome, La Sapienza. En 2004, Lisa Randall est admise comme membre de l'American Academy of Arts and Sciences, de l'Académie des sciences américaine, et de l'American Physical Society. En automne 2004, elle fut la physicienne théoricienne la plus citée des cinq années précédentes. Elle est mentionnée dans la liste de Seed Magazine's 2005 Year in Science Icons.
En 2006, elle a reçu le Klopsted Award de l'association américaine des professeurs de physique (AAPT). Le 2 janvier 2006, elle figure dans le classement "Who's Next" du magazine Newsweek comme "une des physiciennes théoriciennes les plus prometteuses de sa génération". Elle a reçu cette distinction pour ses recherches sur les dimensions supplémentaires. Elle est lauréate du prix Klopsteg Memorial en 2006 et du Prix Lilienfeld en 2007. Elle reçoit le Prix Erna Hamburger en 2010, décerné par la fondation EPFL-WISH (Women in Science and Humanities Foundation), couronnant une carrière féminine exemplaire dans les sciences.
Elle a participé à l'organisation de nombreuses conférences et figure au comité éditorial de plusieurs publications de physique théorique de premier ordre.

## Vie personnelle
Sa sœur, Dana Randall, est professeur de science informatique au campus Georgia Tech.
Randall a écrit le livret de l'opéra Hypermusic Prologue, A projective Opera in Seven Planes, en collaboration avec le compositeur Hèctor Parra et l'IRCAM.
Avec la collaboration, en tant que relecteur/éditeur, du romancier Cormac McCarthy, elle a publié Warped Passages: Unraveling the Universe's Hidden Dimensions.

## Publications notables

### Livres
- 2005 : Warped Passages: Unraveling the Universe's Hidden Dimensions Ecco.  (ISBN 0-06-053108-8).
- 2011 : Knocking on Heaven’s Door: How Physics and Scientific Thinking Illuminate the Universe and the Modern World. Ecco.  (ISBN 978-0-06-172372-8).
- 2013 : Higgs Discovery: The Power of Empty Space. Ecco.  (ISBN 978-0062300478).
- 2015 : Dark Matter and the Dinosaurs: The Astounding Interconnectedness of the Universe. Ecco.  (ISBN 978-0-06-232847-2).

### Articles
- (en) Lisa Randall, « A Large mass hierarchy from a small extra dimension. », archive d'e-Print arXiv.org, 1999 – Papier original du modèle communément appelé Raman-Sundrum I.
- (en) Lisa Randall, « An Alternative to compactification. », archive d'e-Print arXiv.org, 1999 – Papier original du modèle communément appelé Raman-Sundrum II.